# Altimetro

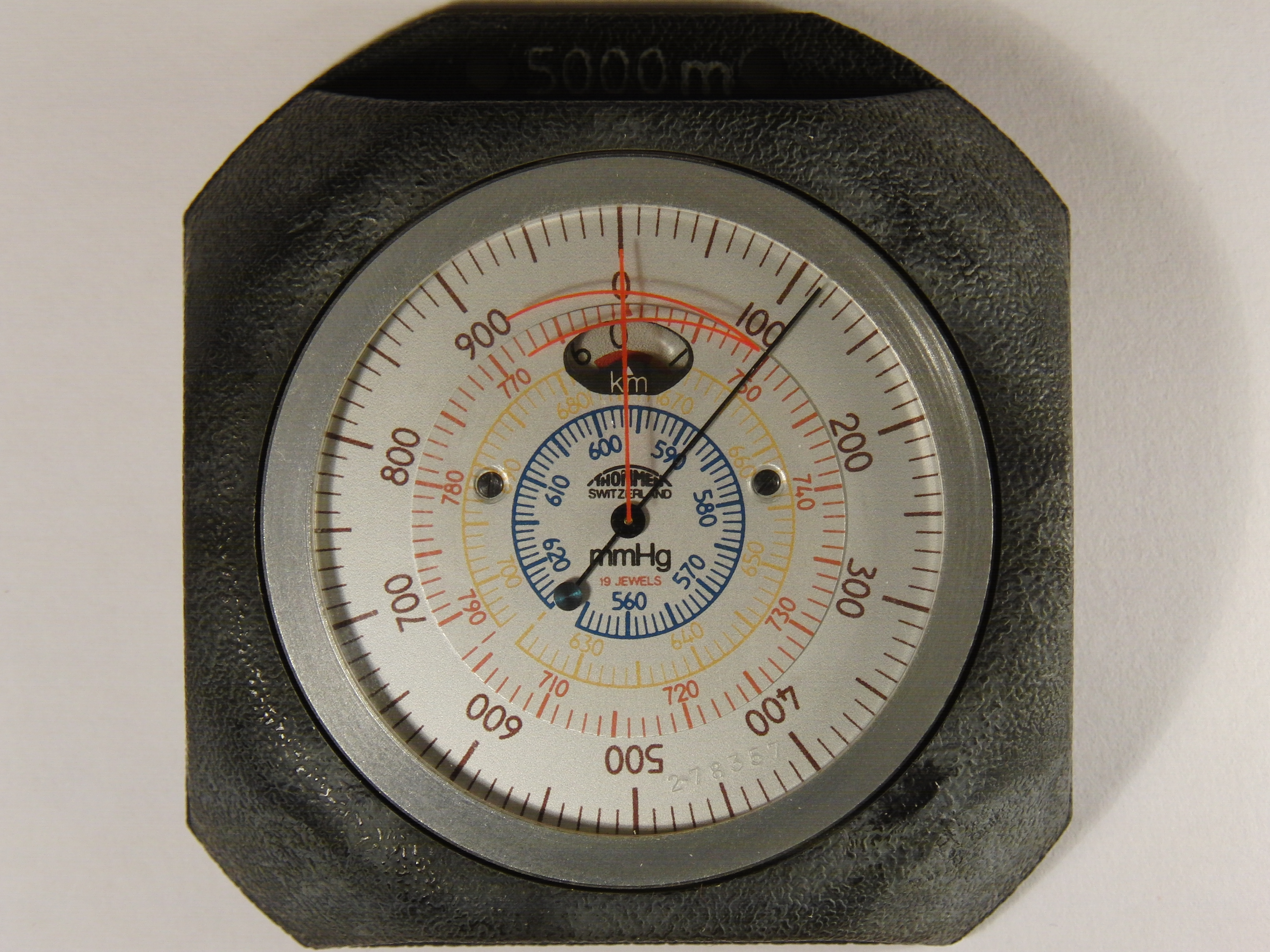
Un altimetro da scalata

L'altimetro è uno strumento di misura che permette di misurare la distanza verticale di un corpo da una superficie di riferimento (altitudine), che può essere il livello medio del mare, il suolo o un livello convenzionale.

## Altimetro barometrico
Il principio di funzionamento di un altimetro barometrico è quello di misurare l'altitudine mediante la misura della pressione atmosferica. La pressione atmosferica infatti diminuisce all'aumentare della quota, perciò, in prima approssimazione, è possibile sfruttare questo fenomeno fisico per misurare la quota a cui ci si trova, avendo misurato con precisione la differenza di pressione ambientale dalla pressione di riferimento.
A causa del fatto che aumentando la temperatura aumenta la pressione, l'altimetro risente anche delle variazioni di temperatura. Inoltre la pressione teorica ricavata dalla tabella dell'atmosfera standard varia notevolmente in funzione delle condizioni meteorologiche, come il susseguirsi delle condizioni di alte e basse pressioni. È perciò indispensabile, per ottenere misure non troppo lontane dai valori effettivi, tarare prima l'altimetro in condizioni controllate.

### Uso dell'altimetro barometrico in aviazione

Altimetro aeronautico: in basso a sinistra si può notare il nottolino per il regolaggio altimetrico

Un altimetro aeronautico è uno strumento di misura presente negli aeroplani che fornisce l'indicazione della quota.
Presenta al suo interno una cassa cosiddetta aneroide, ovvero stagna, collegata a una o più prese statiche. L'utilizzo di multiple prese statiche consente di compensare gli effetti dello sbandamento . All'interno della cassa è presente una capsula che contiene una molla. Questa molla mantiene la capsula tarata, e le deformazioni di quest'ultima muovono una serie di cinematismi che azionano le lancette sul quadrante dell'altimetro.
La misurazione ottenuta dall'altimetro barometrico (tramite differenza tra le isobare) ha un errore, l'altimetro è tarato in aria tipo ICAO, differente da quella reale e perciò fornitrice di un'informazione errata. Il problema è ovviato dal fatto che ogni altimetro ha il medesimo errore.
La parte visibile dello strumento, è un quadrante con numeri da 0 a 9 e lancette. Tra ogni numero ci sono 4 tacche, ognuna misura 20 piedi (ft). Le lancette sono 3: la prima, piccola, indica 1000 ft o metri, la seconda lunga e stretta, indica 100 ft o metri e la terza (non sempre presente) a forma di freccia rovesciata, indica 10 000 ft o metri.
All'interno del quadrante, troviamo anche 2 indicatori. Il primo permette di selezionare la pressione alla superficie di riferimento. I valori presenti al suo interno sono espressi in hPa (ettopascal) o mbar (millibar), inHg (pollici di mercurio). Il secondo è un indicatore di bassa quota. Esso appare solamente in aria non standard.
L'aria standard è considerata in condizioni di aria secca, pressione pari a 1013,25 hPa, densità di 1,225 kg/m³, temperatura 15 °C, gradiente termico verticale -6,5 °C ogni 1000 m fino a 11000 m nullo da 11000 m a 20000 m, irregolare da 20000 m in su gradiente barico verticale 1 hPa ogni 27 piedi.
Funziona come un orologio, la freccia piccola indica i metri già raggiunti, mentre quella grande indica che stiamo aumentando/ diminuendo la quota di volo.

### Regolazione dell'altimetro
Le superfici usate in aviazione come riferimento di quota sono le superfici aeroportuali, la superficie del mare e la superficie isobarica standard.

### Superfici aeroportuali
Se nella finestrella si inserisce il valore della pressione esistente sulla superficie aeroportuale, in un modo che quando l'aereo si trova al suolo lo strumento segni zero, l'altimetro è regolato sul QFE; questo valore di pressione è ottenibile chiedendolo, per radio, all'ente ATS che presta servizio sull'aeroporto. Una volta regolato sul QFE, l'altimetro indica l'altezza dell'aereo riferita alla superficie aeroportuale

### Il radioaltimetro
Il radioaltimetro è un tipo di altimetro che fornisce non l'altitudine dal livello del mare, bensì l'altezza dal suolo. Il principio di funzionamento è simile al radar: un treno di onde viene sparato verso il basso e, conoscendo la velocità di tali onde ed il tempo impiegato per tornare allo strumento, si può determinare la distanza del velivolo dal suolo. Solitamente è posizionato sulla pancia dell'aereo.

## L'altimetro laser
Dispositivo basato sull’utilizzo di un fascio di luce composto da raggi ad infrarossi. Tipicamente, ha un range di utilizzo che si attesta a 150 m circa. Le onde elettromagnetiche generate hanno frequenze non sovrapponibili con quelle adottate, ad esempio, nelle telecomunicazioni aeronautiche, eliminando quindi problematiche di interferenza con altri sistemi di bordo.

## L'altimetro sonico
L'altimetro sonico è uno strumento per determinare l'altezza di un aeromobile dal suolo misurando il tempo impiegato da un'onda sonora per viaggiare dall'aeromobile alla superficie terrestre e ritorno alla sorgente.

## L'altimetro di un sistema di navigazione satellitare
Un ricevitore GPS può anche determinare l'altitudine. In aeronautica, l'altitudine determinata dalla trilaterazione satellitare non è abbastanza precisa ed accurata per sostituire l'altimetro barometrico, senza utilizzare sistemi o metodi che ne correggano la precisione.